# Lactoria
Lactoria — рід скелезубоподібних риб родини Кузовкові (Ostraciidae). Представники роду поширені у тропічних та субтропічних мілководдях Індо-Пацифіки, один вид проник в Атлантичний океан.

## Класифікація
Рід містить чотири види:
- Lactoria cornuta (Linnaeus, 1758)
- Lactoria diaphana (Bloch & J. G. Schneider, 1801)
- Lactoria fornasini (Bianconi, 1846)
- Lactoria paschae (Rendahl, 1921)